# Hospozín
Hospozín ist ein Dorf und eine Gemeinde im Okres Kladno in der mittelböhmischen Region der Tschechischen Republik.

## Söhne und Töchter der Gemeinde
- Emanuel Jirka Propper (1863–1933), Schweizer Architekt und Lehrer am Technikum Biel